# Orquestra Filarmônica Santo Amaro
A Orquestra Filarmônica Santo Amaro, também conhecida como OFISA, é uma orquestra filarmônica existente na cidade de São Paulo com sede no Teatro Paulo Eiró. Interpreta diferentes períodos da música erudita e popular e realiza cerca de 10 concertos anuais, sempre no último domingo de cada mês, com apresentações sinfônicas, corais e de câmara.

## História
A OFISA foi fundada em junho de 2004 na Casa de Cultura de Santo Amaro através das oficinas musicais de teoria musical, musicalização infantil, iniciação musical através de flauta doce, saxofone e canto coral, sendo estas ministradas pela maestrina Silvia Luisada. A intenção da maestrina era criar uma orquestra amadora com a finalidade de suprir a demanda de jovens instrumentistas, em sua maioria carentes, e aprimorar suas habilidades musicais através da prática orquestral.
Após a realização de seleção teórica e prática dos músicos, seguida de ensaios de naipe e ensaios gerais com repertório reduzido, a orquestra teve seu concerto inaugural em 20 de outubro de 2004 no Teatro Paulo Eiró. Desde então, o grupo embasou seu repertório musical interpretando de maneira diversificada o erudito e o popular.
No período de 2014 a 2016, foi idealizado o projeto Cenário Sonoro, apresentando em escolas e alcançando mais de 5000 crianças, com o objetivo de propiciar conhecimento cultural e a introdução à música instrumental. Em outubro de 2016 surgiu o projeto Magia Orquestral (derivado do Cenário Sonoro), seguindo os mesmos objetivos do projeto anterior e adicionando a participação de atores e atuações artísticas no decorrer dos concertos didáticos. Na Virada Cultural de 2016, foi apresentado o projeto Maestro Por um dia. 
Desde fevereiro de 2017, a orquestra tem sua residência artística no Teatro Paulo Eiró. Atualmente integram seu corpo musical cerca de 50 instrumentistas.